# 静岡市立中島小学校
静岡市立中島小学校（しずおかしりつ なかじましょうがっこう）は静岡県静岡市駿河区中島にある公立小学校。

## 歴史
- 1895年（明治28年） - 安倍郡中原尋常小学校第三分教場を設置
- 1929年（昭和4年） - 静岡市大里西尋常高等小学校の分教場となる
- 1932年（昭和7年）2月 - 現在地に第1期工事平屋校舎1棟竣工、中島分校に改称
- 1937年（昭和12年）4月1日 - 静岡市立中島尋常小学校として創立
- 1949年（昭和24年） - 校歌制定
- 1955年（昭和30年） - 校章制定
- 1967年（昭和42年） - 校旗制定
- 1968年（昭和43年）3月 - 郷倉校地へ移転
- 1971年（昭和46年）9月 - チビレスト完成
- 1973年（昭和48年）7月 - プール（大25m×36.9m・小10m×15m）完成
- 1985年（昭和60年）7月 - 第1回全国少年少女陸上大会(東京国立競技場)で男子が優勝し日本一となる。
- 1986年（昭和61年）11月 - 中島小学校創立50周年記念式典
- 1991年（平成3年）3月 - バスケットボール少年団全国大会出場
- 1992年（平成4年）11月 - 体育館改装工事完成
- 1993年（平成5年）3月 - 玄関前築山完成
- 1994年（平成6年）3月 - プール改装工事完成
- 1994年（平成6年）3月 - 「おもいやり」石碑完成
- 1995年（平成7年）2月 - 「実のなる木の庭」完成
- 1996年（平成8年）1月 - 運動場全面改修
- 1997年（平成9年）1月 - ビオトープ完成
- 2001年（平成13年）10月 - 新コンピュータ室完成
- 2002年（平成14年）12月 - 「わくわく自然ランド」完成
- 2003年（平成15年） - 県防災教育推進モデル校研究発表
- 2004年（平成16年） - 2学期制完全実施 体育館耐震工事
- 2006年（平成18年） - 養護学級設置
- 2007年（平成19年） - 運動場南側に防球ネット設置
- 2009年（平成21年） - 学力調査活用事業調査研究協力校

## 目標
浜っ子のあいことば
な なかよくなろう
か かたづけじょうずになろう
じ じまんをつくろう
ま まわりをよくみよう
中島小学校の学校教育目標は「思いやり」です。
　その理念は、体育館前の石碑に刻まれているように、脈々と受け継がれてきました。
　「思いやり」の精神は、「自分を大切にする子」の心に育ちます。
　「自分を大切にする人」は、「家族も大切にできます。」
　「自分を大切にする人」は、「友だちも大切にできます。」
　「自分を大切にする人」は、「みんなを大切にできます。」
　「自分を大切にする人」は、「動物、植物、全ての自然、全ての物を大切にできます。」
中島小学校は、静岡市の南の端にある、大浜海岸の近くにある。
子供たちは、大浜の近くに住んでいることから『浜っ子』と呼ばれている。

## 通学区域
駿河区

| - 中島 | - 西島 | - 西脇 |

## アクセス
- しずてつジャストライン大浜麻機線  ｢西島｣停留所から、徒歩8分